# Sapotskin
Sapotskin o Sopotskin (bielorruso: Сапо́цкін; ruso: Сопоцкин; polaco: Sopoćkinie; yidis: סאַפּעטקין Sapetkin; lituano: Sapackinė) es un asentamiento de tipo urbano de Bielorrusia perteneciente al raión de Grodno de la provincia de Grodno. La localidad es sede administrativa del vecino Sapotskin (consejo rural) sin formar parte del mismo.
En 2017, la localidad tenía una población de 983 habitantes. La mayoría de la población está formada por polacos y hasta 2006 era obligatorio señalizar todas las calles con carteles bilingües en bielorruso y polaco.
Es la localidad urbana bielorrusa más próxima al trifinio con Polonia y Lituania. Se ubica unos 25 km al noroeste de Grodno, sobre la carretera que lleva a Kapčiamiestis.

## Historia
Está construida sobre una antigua finca que Segismundo I Jagellón el Viejo otorgó en 1514 a la casa noble Sopoćko, que fundó el asentamiento en 1560. En la partición de 1795 se integró en Nueva Prusia Oriental, hasta que en 1807 pasó a formar parte del Gran Ducado de Varsovia. Desde 1815 pasó a formar parte del Zarato de Polonia, cerca de la frontera con los territorios no periféricos del Imperio ruso. En 1921 se integró en la Segunda República Polaca hasta que en 1939 pasó a formar parte de la RSS de Bielorrusia, que en 1940 lo clasificó como asentamiento de tipo urbano.
Hasta 1941, la mitad de la población era de origen judío, pero la mayoría de los judíos locales fueron asesinados en los años siguientes por los invasores alemanes. En el acuerdo fronterizo de 1945, debido a la gran cantidad de habitantes polacos de la localidad, se planteó en las negociaciones su integración en la República Popular de Polonia, aunque finalmente pesó más su proximidad a Grodno y quedó como una localidad étnicamente polaca dentro de Bielorrusia.